# Plancher-les-Mines
Plancher-les-Mines és un municipi francès situat al departament de l'Alt Saona i a la regió de Borgonya - Franc Comtat. L'any 2007 tenia 1.089 habitants.

## Demografia

### Població
El 2007 la població de fet de Plancher-les-Mines era de 1.089 persones. Hi havia 476 famílies, de les quals 176 eren unipersonals (96 homes vivint sols i 80 dones vivint soles), 128 parelles sense fills, 136 parelles amb fills i 36 famílies monoparentals amb fills.
La població ha evolucionat segons el següent gràfic:
Habitants censats

### Habitatges
El 2007 hi havia 609 habitatges, 499 eren l'habitatge principal de la família, 36 eren segones residències i 74 estaven desocupats. 401 eren cases i 207 eren apartaments. Dels 499 habitatges principals, 323 estaven ocupats pels seus propietaris, 167 estaven llogats i ocupats pels llogaters i 9 estaven cedits a títol gratuït; 3 tenien una cambra, 54 en tenien dues, 95 en tenien tres, 117 en tenien quatre i 230 en tenien cinc o més. 339 habitatges disposaven pel capbaix d'una plaça de pàrquing. A 218 habitatges hi havia un automòbil i a 173 n'hi havia dos o més.

### Piràmide de població
La piràmide de població per edats i sexe el 2009 era:
| Homes | Edats   | Dones |
| ----- | ------- | ----- |
| 0     | 95 o +  | 4     |
| 4     | 90 a 94 | 16    |
| 12    | 85 a 89 | 12    |
| 4     | 80 a 84 | 12    |
| 8     | 75 a 79 | 36    |
| 44    | 70 a 74 | 36    |
| 16    | 65 a 69 | 40    |
| 48    | 60 a 64 | 28    |
| 28    | 55 a 59 | 24    |
| 32    | 50 a 54 | 32    |
| 28    | 45 a 49 | 40    |
| 40    | 40 a 44 | 40    |
| 52    | 35 a 39 | 48    |
| 20    | 30 a 34 | 24    |
| 40    | 25 a 29 | 28    |
| 20    | 20 a 24 | 16    |
| 52    | 15 a 19 | 32    |
| 16    | 10 a 14 | 28    |
| 24    | 5 a 9   | 28    |
| 20    | 0 a 4   | 16    |

## Economia
El 2007 la població en edat de treballar era de 673 persones, 467 eren actives i 206 eren inactives. De les 467 persones actives 423 estaven ocupades (248 homes i 175 dones) i 45 estaven aturades (21 homes i 24 dones). De les 206 persones inactives 68 estaven jubilades, 45 estaven estudiant i 93 estaven classificades com a «altres inactius».

### Ingressos
El 2009 a Plancher-les-Mines hi havia 495 unitats fiscals que integraven 1.109,5 persones, la mediana anual d'ingressos fiscals per persona era de 16.020 €.

### Activitats econòmiques
Dels 33 establiments que hi havia el 2007, 2 eren d'empreses alimentàries, 1 d'una empresa de fabricació de material elèctric, 5 d'empreses de fabricació d'altres productes industrials, 4 d'empreses de construcció, 6 d'empreses de comerç i reparació d'automòbils, 1 d'una empresa de transport, 2 d'empreses d'hostatgeria i restauració, 2 d'empreses financeres, 1 d'una empresa immobiliària, 3 d'empreses de serveis, 5 d'entitats de l'administració pública i 1 d'una empresa classificada com a «altres activitats de serveis».
Dels 10 establiments de servei als particulars que hi havia el 2009, 1 era una oficina de correu, 1 una oficina bancària, 1 taller de reparació d'automòbils i de material agrícola, 1 guixaire pintor, 2 fusteries, 1 empresa de construcció, 1 perruqueria i 2 restaurants.
Dels 2 establiments comercials que hi havia el 2009, 1 era una botiga de més de 120 m² i 1 una botiga de menys de 120 m².
L'any 2000 a Plancher-les-Mines hi havia 4 explotacions agrícoles.

## Equipaments sanitaris i escolars
El 2009 hi havia una escola elemental.

## Poblacions més properes
El següent diagrama mostra les poblacions més properes.